# 質量數
質量數（mass number）又稱原子質量數（atomic mass number）、核子數（nucleon number），符号 A，是中性原子原子核內質子數目和中子數目的和，質量數的數值都是整數。如氧-16中性原子的原子核內質子數和中子數皆為8，故其質量數為16。
有時會將質量數和原子序數（Z，質子數）分別標示在元素的左上角及左下角，如16
8O
即為質量數為16，原子序數為8的氧原子，因為同一元素的原子序數不會改變，有時也會省略左下角的原子序數。
質子和中子都是重子，因此質量數和原子（或離子）的重子數B相等。化學元素的同位素會有相同的原子序數，但不同的質量數，例如18
8O
和16
8O
都是氧，但質量數分別為16和18。而一原子的質量數減去質子數都可以得到其中子數N：{\displaystyle N=A-Z}。

## 元素的相對原子質量
元素的質量數和元素的相對原子質量不同。相對原子質量是考慮同一元素的不同同位素的豐度，將各同位素的質量數加權平均後的結果，也可以說是各同位素依豐度加權後的平均原子質量除以原子質量單位後的值。
有些相對原子質量會接近主要的同位素質量數，例如氧的相對原子質量15.9994，和氧-16的質量數為16極為接近。但若主要的同位素不只一種，相對原子質量可能不會接近整數。例如氯的同位素主要有二種：35Cl和37Cl。一般常見的比例是35Cl佔總數的75%，37Cl只佔總數的25%，因此其相對原子質量約是35.5（其實是35.4527 g/mol）。
也有一些元素的相對原子質量接近整數，但這個整數不是任何常見同位素的質量數。例如溴有二種穩定的同位素，分別是79Br和81Br，在自然界的豐度相近，因此溴的相對原子質量接近80（79.904 g/mol），但質量數為相近整數的80Br是不穩定的同位素。